# Sint-Franciscus van Assisiëkerk (Brugge)

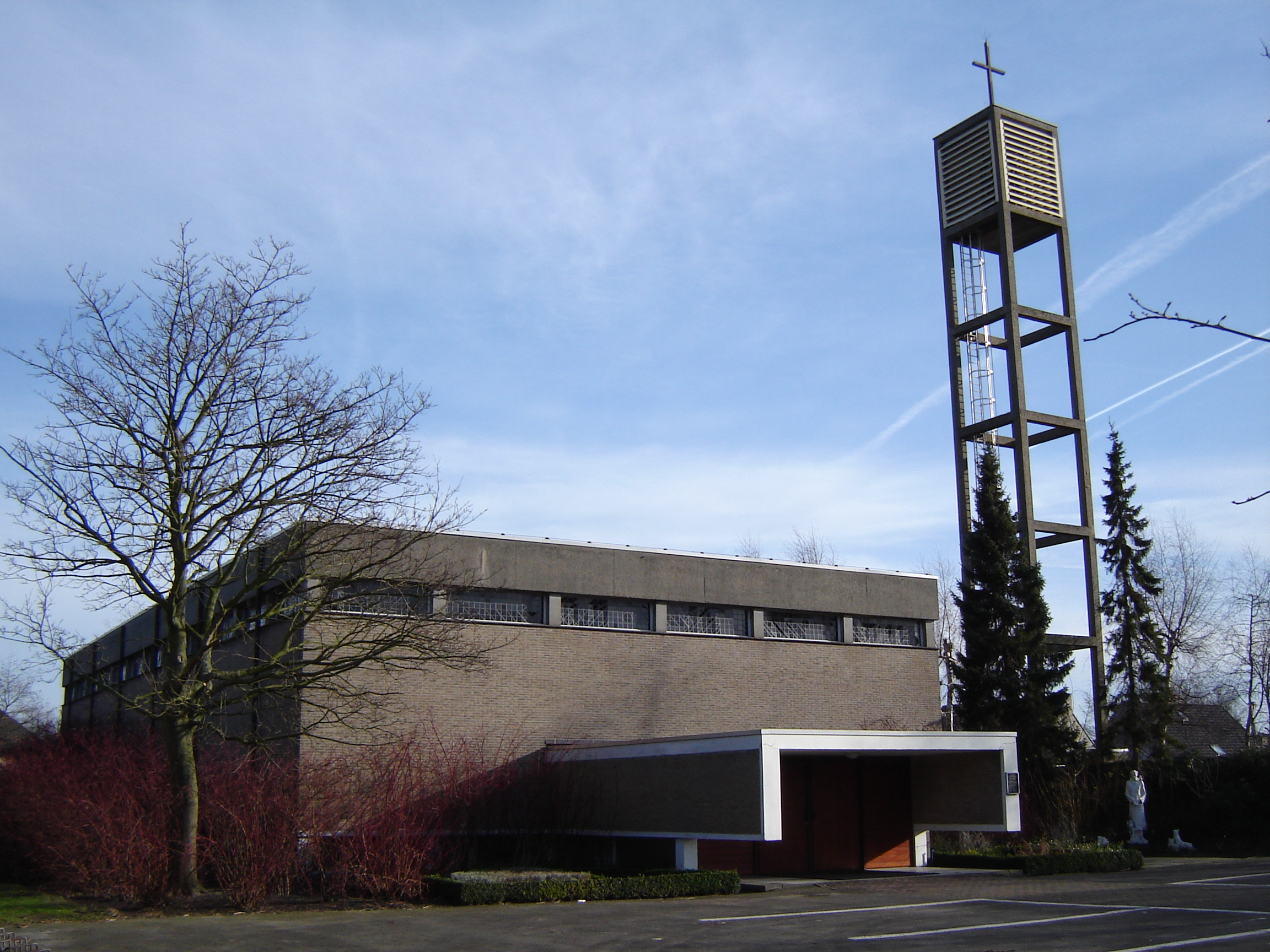
Sint-Franciscus van Assisiëkerk

De Sint-Franciscus van Assisiëkerk was een parochiekerk in Sint-Kruis, deelgemeente van de Belgische stad Brugge, gelegen aan de Karel van Manderstraat 115.
Deze zaalkerk werd gebouwd in 1963 naar ontwerp van C. Vastesaeger. Het is een doorvormige bakstenen kerk in modernistische stijl. De kerk heeft een losstaande klokkentoren in de vorm van een open betonconstructie. Hiervoor bevindt zich een beeldengroep, voorstellende Sint-Franciscus die preekt tot de dieren. Eind 2015 werd de kerk aan de eredienst onttrokken.
Het interieur is sober en heeft een vlakke zoldering. De bovenlichten zijn in glas-in-lood.
Bij deze kerk bevindt zich nog een pastorie, een basisschool en een kleuterpaviljoen, eveneens in modernistische stijl.
In 2019 werd de kerk overgenomen door het bestuur achter de school MIA-Brugge, voorheen Instituut Mariawende-Blydhove). Die zal de kerk ombouwen tot een sportzaal en polyvalente zaal.
De klokken van deze kerk zijn overgebracht naar de dekenale Sint-Amandus en Blasiuskerk te Waregem, alwaar ze zullen dienst doen in de toekomstige stadsbeiaard.